# Tjekkiets præsidenter
Dette er en liste over Tjekkiets præsidenter. I Tjekkiet blev præsidenten frem til 2013 valgt af parlamentet for en periode på fem år. Herefter blev vedkommende valgt ved direkte valg. Hvis en ny præsident ikke er valgt ved udløbet af en præsidents termin, bliver statsministeren indsat som fungerende præsident.[kilde mangler]
Siden landets selvstændighed har Tjekkiet haft følgende præsidenter:
| Nr | Billede               | Navn                                 | Fra             | Til             | Parti                    |
|    | Præsident af Tjekkiet | Præsident af Tjekkiet                |                 |                 |                          |
| -- | --------------------- | ------------------------------------ | --------------- | --------------- | ------------------------ |
| 1  |                       | Václav Havel                         | 2. februar 1993 | 2. februar 2003 | Løsgænger                |
| -  |                       | Vladimír Špidla (agerende præsident) | 2. februar 2003 | 7. marts 2003   | Socialdemokraterne       |
| 2  |                       | Václav Klaus                         | 7. marts 2003   | 7. marts 2013   | Borgerdemokraterne       |
| 3  |                       | Miloš Zeman                          | 8. marts 2013   | 8. marts 2023   | Borgerrettigheds Partiet |
| 4  |                       | Petr Pavel                           | 9. marts 2023   | Nuværende       | Løsgænger                |